# 宮崎県立妻高等学校
宮崎県立妻高等学校（みやざきけんりつつまこうとうがっこう）は、宮崎県西都市大字右松に所在する公立の高等学校。児湯地区の県立旧制中学校の誘致を高鍋町と激しく争った末に開校した（まもなく高鍋町は財団法人で旧制中学を設置、後に県へ移管）。

## 設置学科
- 普通科
  - 文理科学コース
- 情報ビジネスフロンティア科
- 福祉科

## 沿革
- 1923年（大正12年）3月20日 : 宮崎県立妻中学校を設立
- 1925年（大正14年）3月31日 : 宮崎県実科高等女学校を設置
- 1928年（昭和3年）1月16日 : 実科高等女学校が組織変更により、宮崎県妻高等女学校となる
- 1944年（昭和19年）1月1日 : 宮崎県妻高等女学校が宮崎県立妻高等女学校と改称
- 1948年（昭和23年）4月1日 : 学制改革により、妻中学校と妻高等女学校を統合し、宮崎県立妻高等学校を設置
- 1950年（昭和25年） : 農業科と家庭科を設置
- 1951年（昭和26年） : 商業科を設置
- 1963年（昭和38年）4月1日 : 商業科を分離し、宮崎県立西都商業高等学校として開校
- 1965年（昭和40年） : 農業科を募集停止
- 1972年（昭和47年）10月7日 : 創立50周年記念式典を挙行
- 1990年（平成2年）7月14日 : （新）聖陵会館が落成
- 1992年（平成4年） : 創立70周年記念として校訓碑を建立
- 1996年（平成8年） : 家庭科を募集停止し、福祉生活科を設置
- 2003年（平成15年）4月1日 : 福祉科を設置
- 2017年（平成29年） : 妻高等学校と西都商業高等学校の生徒募集を停止
- 2018年（平成30年）
  - 1月1日 : 西都商業高等学校と統合し、（新）宮崎県立妻高等学校を設置（敷地は妻高等学校を活用）
  - 4月11日 : 開校式と第1回入学式を挙行
- 2020年（令和2年）
  - 2月29日 : 西都商業高等学校の閉校式を挙行[1][2]（閉校記念懇親会は新型コロナウイルス感染症の拡大防止により中止）
  - 3月31日 : （旧）妻高等学校と西都商業高等学校が閉校

## 部活

### 体育の部
- 弓道部
  - 1998年（平成10年）全国高等学校弓道選抜大会 男子団体 優勝
  - 2001年（平成13年）全国高等学校弓道選抜大会 女子団体 優勝
  - 2002年（平成14年）全国高等学校弓道選抜大会 女子団体 優勝
  - 2005年（平成17年）全国高等学校弓道選抜大会 女子団体 優勝
  - 2007年（平成19年）全国高等学校弓道選抜大会 女子団体 優勝
  - 2008年（平成20年）
    - 全国高等学校総合体育大会 女子団体 優勝
    - 全国高等学校弓道選抜大会 男女アベック出場
- バドミントン部　（男子）
  - 1985年（昭和60年）宮崎県高等学校総合体育大会男子団体 第2位 ダブルス2位 シングルス1位・2位
  - 1986年（昭和61年）宮崎県高等学校総合体育大会男子団体 優勝 ダブルス1位 シングルス1位・2位
  - 1987年（昭和62年）宮崎県高等学校総合体育大会男子団体 第2位 ダブルス2位 シングルス1位
  - 1988年（昭和63年）宮崎県高等学校総合体育大会男子団体 第2位 ダブルス1位 シングルス1位
  - 1989年（平成元年）宮崎県高等学校総合体育大会男子団体 優勝　ダブルス1位 シングルス1位
  - 1990年（平成2年）宮崎県高等学校総合体育大会男子団体 第3位
  - 1991年（平成3年）宮崎県高等学校総合体育大会男子団体 第3位
  - 1993年（平成5年）宮崎県高等学校総合体育大会男子団体 優勝　ダブルス1位・2位 シングルス1位
  - 1994年（平成6年）宮崎県高等学校総合体育大会男子団体 優勝　ダブルス1位・2位 シングルス1位
  - 1995年（平成7年）宮崎県高等学校総合体育大会男子団体 優勝　ダブルス1位 シングルス1位
  - 1997年（平成9年）宮崎県高等学校総合体育大会男子団体 第2位 ダブルス2位
  - 1998年（平成10年）宮崎県高等学校総合体育大会男子団体 優勝　ダブルス1位 シングルス1位
  - 1999年（平成11年）宮崎県高等学校総合体育大会男子団体 第2位
  - 2000年（平成12年）宮崎県高等学校総合体育大会男子団体 第2位 シングルス2位
  - 2001年（平成13年）宮崎県高等学校総合体育大会男子団体 第2位 ダブルス2位 シングルス2位
  - 2002年（平成14年）宮崎県高等学校総合体育大会男子団体 優勝　シングルス1位
  - 2003年（平成15年）宮崎県高等学校総合体育大会男子団体 第3位
  - 2004年（平成16年）宮崎県高等学校総合体育大会男子団体 第3位 シングルス2位
  - 2005年（平成17年）宮崎県高等学校総合体育大会男子団体 第2位 シングルス2位
  - 2006年（平成18年）宮崎県高等学校総合体育大会男子団体 第2位
- バドミントン部　（女子）
  - 2008年（平成20年）宮崎県高等学校総合体育大会女子団体 第3位
- バスケットボール部
  - 2002年（平成14年）宮崎県高等学校総合体育大会男子の部第２位
  - 2008年（平成20年）宮崎県高等学校総合体育大会男子の部 第4位
- 水泳部 
  - 2008年（平成20年）宮崎県高等学校総合体育大会男子平泳ぎ 第3位
- 陸上部 
  - 2008年（平成20年）宮崎県高等学校1年生大会男子5000m 第2位

### 文化の部
- 合唱部
  - 1999年（平成11年）第52回全日本合唱コンクール 全国大会に初出場。以後、8年連続全国大会出場。
  - 2002年（平成14年）第55回同大会 金賞と同時に（最高賞の）文部科学大臣奨励賞、（特別賞の）カワイ奨励賞を併せて受賞。
  - 2008年（平成20年）
    - 声楽アンサンブルコンテスト全国大会 銅賞
    - 宮崎県合唱コンクール 全日本合唱連盟理事賞

  - 2009年（平成21年）第69回九州合唱コンクールAグループ 銀賞
- 百人一首部
- 書道部 
  - 2008年（平成20年）宮崎県高等学校総合文化祭 優秀賞

## 著名な卒業生
- 安藤忠恕 - 宮崎県知事
- 伊東信一郎 - 全日本空輸代表取締役社長、ANAホールディングス代表取締役会長
- 折小野良一 - 延岡市長、衆議院議員
- 黒木正憲 - 東京出版創業者、下記靖夫は実弟
- 黒木靖夫 - 工業デザイナー、ソニー役員、ソニー企業代表取締役
- 橋田和実 - 西都市長
- 弥勒祐徳 - 画家
- 森和風 - 書作家